# 知的水準発言
「知的水準」発言（ちてきすいじゅんはつげん）は、中曽根康弘が総理大臣時代に行った演説に起因する失言問題である。この問題はそのまま「単一民族」発言など、複数の問題に発展した。この項ではこれら一連の問題について記述する。

## 発端
問題の始まりとなったのは1986年（昭和61年）9月22日、静岡県田方郡函南町のホテルで行われた自民党全国研修会で行われた当時首相であった中曽根康弘の講演である。
話の流れとしては、以下のようなものであった。以下、「」内は要約したもので、『』内はそのまま発言を引用している（参考文献から）。
「日本は高度情報化社会、濃密激動社会であって、アメリカで言えばカリフォルニアにアメリカ全体の半分の生産が集まっている。」
『しかも日本はこれだけ高学歴社会になって、相当インテリジェントなソサエティーになってきておる。アメリカなんかよりはるかにそうだ。平均点から見たら、アメリカには黒人とかプエルトリコとかメキシカンとか、そういうのが相当おって、平均的にみたら非常にまだ低い。』
「日本はそういう社会だから、国民の知識欲に合わせて政治もどんどん進んで行かねばならない」
この『』内の部分がいわゆる知的水準発言（後には知識水準発言とも）である。この講演はその後ろの方にもいくつか問題に発展した発言がある。特に次の二つは大きく取り上げられた。
「現在は視覚時代で、私は番組に出るのもとても注意している」『女性は「あ、今度のネクタイはどんな色をしているか」とかそんなことをいちばん見る。なにをいったか覚えていないらしい。』
つまり「女性はネクタイばかり見ていて、何を言ったか覚えていない」というのが女性蔑視であるとされた。
「日本は徳川時代には識字率が50%もあったくらい教育が進んでいる」『そのころ、ヨーロッパの国々はせいぜい20から30%、アメリカでは今でも黒人では字を知らないのがずいぶんいる』
こちらは黒人差別発言として先の発言とともに取り上げられた。
余りにも差別的な内容のため、後年ではメディアなどで中曽根の不祥事、影の部分について触れられる際も知的水準発言は伏せられ、「単一民族」発言だけが紹介されることが殆どである。

## アメリカでの反応
この発言は日本国内では当初は特に取り上げられなかったが、アメリカでは違った。早速アメリカの各テレビネットワークが取り上げた。ちょうど貿易摩擦の問題で日本への反感が高まっていた時期でもある。アメリカでは各方面が強く反発した。メキシコ系議員連盟の会長は発言撤回を求める声明を、黒人議員連盟は発言の真意を確認するために日本大使館に電報を送った。その他にも日本大使館には多数の抗議電話が殺到した。
これを受けて9月24日に中曽根は釈明の会見を開き、発言の一部だけが取り上げられているためとし、以下のように述べた。
『米国はアポロ計画や戦略防衛構想で大きな成果を上げているが、複合民族なので、教育などで手の届かないところもある。日本は単一民族だから手が届きやすいということだ。演説全体を読んでもらえばわかる。他国を誹謗したり、人種差別をしたわけではない』
米政府はこれに一応の理解を示したが、市民の怒りは治まらなかった。9月25日には日本航空ニューヨーク支店の予約センターに爆破予告があり、また日本総領事館が数カ月前まで在ったビルにも同様の予告があった。これらの場所では爆発物は発見されなかったが、10月2日にはロサンゼルス市街地のツイン・ビル「アルコ・プラザ」から多量の爆発物が発見された。このビルは前月に日本企業に買収されて評判となっていた。またその周辺の墓地で日系人の墓が壊されることが度々あったと言う。
9月25日には米下院に中曽根批判決議が提出され、公民権運動団体である「虹の連合」が松永駐米大使に対して、首相が公式謝罪と発言の撤回を行うよう正式に申し入れるなど激しい動きがあった。10月3日にはアメリカの黒人企業家、企業、団体などが連名でアメリカの有力新聞各紙に全面広告を打ち、中曽根批判を行った。
これらの反応に対して、中曽根首相は改めて謝罪のメッセージを発表した。
『私は、最近の私の発言が多くのアメリカ国民を傷つけたことを承知しており、心からおわびします。
唯一つはっきりさせておきたいことがあります。それは、私は、従来からアメリカの偉大さは、その多様な民族の活力と業績に由来するものであると確信しているということであり、私は、人種差別や、米国社会のいずれかの面を批判することを毛頭意図していなかったということです。』
市民レベルでの抗議運動はすぐには収まらず、カリフォルニア州では全米黒人地位向上委員会が中心となって日本製品不買運動が始まり、また日本人の車が襲われるなどの被害が発生した。しかし政府が上記の謝罪の受け入れを表明すると、非難決議案も採択を見合わされ、黒人議員連盟、ヒスパニック議員連盟も謝罪受け入れを表明、次第に事態は沈静化した。
なお、中曽根は丁寧な謝罪はしているものの、発言自体は撤回していない。

## 単一民族発言
知的水準発言はアメリカで大きく取り上げられたが、この経過の中で、9月24日の最初の謝罪会見の際に中曽根は日本が単一民族であると発言した。これが「単一民族発言」問題を引き起こし、こちらは日本国内の問題となった。
まずこの発言に対して北海道ウタリ協会が反発した。もともと日本政府はアイヌ民族を正式に認めず、国連に対しても「日本には少数民族はいない」と報告しているという問題もあり、協会は10月17日に理事会を開き、代表団を送って、中曽根にアイヌ語で直接に抗議することを決定した。このことは、それまで国内であまりにもアイヌ民族が無視されていたこともあり、その存在をアピールする好機会でもあった。実際、これにからんで旧土人保護法の存在などが広く知られるようになったなどの影響があった。
10月30日には後藤田正晴内閣官房長官が記者会見を行い、中曽根の発言の釈明を行った。
『首相はアイヌ民族がいることを否定しているわけではない。国際人権条約で規定されている少数民族はいないということを述べている』『首相が単一民族と表現したのは、日本人は南方なり大陸なりからきた人間と、もともと日本列島に住む人間とが長い年月の中で混然一体となってできたという程度の趣旨からだ
下記参考文献の著者（失言王認定委員会）は、これを以下のように判断している。恐らく中曽根はその発言時にはアイヌのことは全く考えていなかった。しかしその発言のためにアイヌの反感を買っただけでなく、これまでの政府のアイヌに対する対処までが一般の目を引くことになってしまった。そこで、アイヌを認めつつもそれを国連に報告していないのを、少数民族ではあるが、「迫害された少数民族」ではないとしたのが前段、さらに首相発言との整合性として日本人そのものがいろいろ混血でできているので一々区別するには当たらないというのである。
政府はこの方針で切り抜ける積もりになったらしいが、これが新たな問題発言を引き起こした。
10月21日の参議院本会議での共産党児玉健次議員の質問に対する答弁で中曽根はこう言った。
『日本国籍を持つ方々で差別を受けている少数民族はいない。梅原猛さんの本を読むと、アイヌとか大陸から渡ってきた人々はそうとう融合しあっている。私も眉なんかも濃いし、ひげも濃い。アイヌの血はそうとう入っていると思う』
ウタリ協会はこの発言に強い不快感を表明した。もっとも、政府側もこの発言は問題として、翌22日の参議院本会議で遠藤要法務大臣がアイヌへの人権侵害の存在を認め、「首相に対しても、差別的言動は十分遠慮して頂きたいと要請しておきたい」と述べた。

## 女の子発言
このように、この時期の中曽根周辺は国外ではアメリカの、国内ではアイヌ民族や人権関連団体の対応に追われたようである。それが妙な失敗を引き起こし、さらに新たな失言を引き出した。いわゆる「女の子」発言がこれである。
発端は、関東ウタリ会である。この会では、首相宛に公開質問状を二度にわたって送ったが、一度目は返事がなく、二度目に対してははがきで回答があった。二度目の送付が10月29日、はがきの到着は11月3日であった。
回答は手書きで、以下のように記されていた。
『御丁寧なお便りありがとう存じます。
前のお手紙は官邸にくる手紙の量が1日に千通を越す故、ご希望の日までにご返事出来なかったことと存じます。
発言につきましては新聞報道のわい曲のところで、皆様にご迷惑をおかけしたことを深く謝辞致します。』
差出人は「砂防会館四階　中曽根康弘」という印刷の横に手書きで（代）とあった。
ところが、この「新聞のわい曲」が何を指しているのかが全く分からない。11月5日に記者がこれについて質問したところ、
『返事を書いた本人に聞いてみたら、わい曲とは書いてないといっている』
もちろん事実に反するので改めて確認すると
『今調べさせている。中曽根事務所が返答を出したので、「代」と書いている。』
事務所からの回答は以下の通り。
『首相の指示ではなく、まったく独断で返事を書いた。「新聞のわい曲」としたのは知識水準発言の回答と混同したため』
これでは政治家事務所としてあまりにおそまつであろう。その日の夕方に詰め寄った記者団に対して首相が答えたのが問題の発言となった。
『いや、まあ女の子が書いたので。事務所長が遺憾の意でも表明するんだろう。よくわからないから相談してみる』
これは女性蔑視的発言であるとして、11月7日には久保田真苗社会党婦人局長が抗議談話を発表、さらに11月10日の予算委員会でもこの発言についての追求が行われた。そこでの首相の答弁には以下のようなものがあった。
『女の子といったのは「かわいい女の子」という愛称的意味。しかし、しかられると思い、「事務員」といい換えた。（略）男の子が書いたのではないと言いたかった』
この問題は先の二つに比べると問題としては大きなものとはならなかったが、同じ流れの中でのおまけの失言として伝えられた。なお、最初の講演での「女はネクタイしか見ていない」という発言も女性蔑視であるとして一部では追及を受けた。しかし『ニュースステーション』が通行人に画像を見せて試したところ、確かにその傾向があるとの結果が出た。

## まとめ
この件では、失言が失言を呼び、問題がどんどん大きくなる中で、中曽根側の対応も最後の方は中途半端になってしまっている。参考文献の著者（失言王認定委員会）は、長期政権の末期の弊害もあることを示唆している。このころから周囲に対して進退に関する談話を漏らすようになったとも言う。もっとも政権そのものはさらに1年続いている。